# Scena
Scena, németül: Schenna, ejtsd [séna], település Olaszországban, Bolzano autonóm megyében. Lakosainak száma 3030 fő (2023. január 1.). Scena Merano, Rifiano, San Leonardo in Passiria, Avelengo, Caines, Sarentino és Tirolo községekkel határos.

## Népesség
A település népességének változása:
| Lakosok száma | 2874 | 2918 | 2903 | 3030 |
|               | 2013 | 2017 | 2018 | 2023 |